# ۱۷۹۲ (میلادی)
۱۷۹۲ (میلادی) هزار و هفتصد و نود و دومین سال تقویم میلادی است.

## زادگان
- ۱۲ ژانویه – جان آگوست آرفودسون، شیمی‌دان سوئدی (د. ۱۸۴۱)
- ۲۹ فوریه – جواکینو روسینی، آهنگساز ایتالیایی (د. ۱۸۶۸)
- ۷ مارس – جان هرشل، ستاره‌شناس و عکاس بریتانیایی (د. ۱۸۷۱)
- ۲۳ آوریل – جان توماس رامنی رابینسون، فیزیک‌دان و ستاره‌شناس بریتانیایی (د. ۱۸۸۲)
- ۱۳ مه – پیوس نهم، کشیش ایتالیایی (د. ۱۸۷۸)
- ۱۰ ژوئیه – جورج ام. دالاس، سیاست‌مدار، وکیل، و دیپلمات آمریکایی (د. ۱۸۶۴)
- ۱ دسامبر – نیکلای لوباچفسکی، ریاضی‌دان روسی (د. ۱۸۵۶)
- ۴ اوت – پرسی بیش شلی، زبان‌شناس، مترجم، نویسنده، و شاعر بریتانیایی (د. ۱۸۲۲)

## درگذشتگان
- ۳ مارس – رابرت آدام، معمار اسکاتلندی (ز. ۱۷۲۸)
- ۱۲ مه – شارل سیمون فاوار، بازیگر فرانسوی (ز. ۱۷۱۰)
- ۱۸ ژوئیه – جان پل جونز، دیپلمات آمریکایی (ز. ۱۷۴۷)
- ۲۳ فوریه – جاشوا رینولدز، نقاش بریتانیایی (ز. ۱۷۲۳)
- ۲۲ ژوئن – محمد بن عبدالوهاب، الهی‌دان سعودی (ز. ۱۷۰۳)
- ۲۵ اوت – ژاک کازوت، نویسنده و فیلسوف فرانسوی (ز. ۱۷۱۹)